# مرکز قلب و دیابت نوردراین-وستفالن
مرکز قلب و دیابت نوردراین-وستفالن (به آلمانی: Herz- und Diabeteszentrum Nordrhein-Westfalen) یک بیمارستان در آلمان است که در باد اوین‌هاوزن واقع شده‌است.